# America (mook)
Pour les articles homonymes, voir America.
America est un mook trimestriel français consacré aux États-Unis pendant la présidence de Donald Trump.

## Historique
La revue America a été lancée au printemps 2017 par François Busnel et Éric Fottorino (directeur du journal Le 1 auquel la revue est associée), respectivement directeur de la rédaction et directeur de la publication, afin d'analyser, sous l'angle de la littérature, l'Amérique durant la présidence de Donald Trump, en ouvrant ses colonnes à des auteurs américains pour commenter l'actualité sociétale, culturelle et politique. Au total, seize numéros d'America ont été publiés, un par trimestre pendant la durée du mandat présidentiel de Donald Trump, soit quatre ans de janvier 2017 à janvier 2021.
François Busnel confirme, en août 2020, la fin de la revue au seizième numéro, malgré des bonnes ventes trimestrielles entre 30 000 à 40 000 exemplaires, avec la fin de l'administration Trump considérant que, même réélu, sa publication pour quatre années supplémentaires n'aurait plus de sens. Il réitère cette annonce le 20 janvier 2021.
Des chroniqueurs français interviennent également en fin de magazine, tels que Augustin Trapenard et Olivia de Lamberterie.

## Numéros parus
| Numéro | Titre                                               | Période de publication | Résumé | Invité(e) du grand entretien |
| ------ | --------------------------------------------------- | ---------------------- | --- | ---------------------------- |
| 1      | Face à Trump : portrait d'un pays éclaté            | Printemps 2017         | America sonde les États-Unis à travers le regard des écrivains américains. Parmi eux : Toni Morrison, Jay McInerney, Colum McCann... | Toni Morrison                |
| 2      | Trump, la maison flanche                            | Été 2017               | Avec Salman Rushdie, Chimamanda Ngozie Adichie et Joël Dicker, entre autres, America examine le pays six mois après le début de la présidence de Trump. | Don DeLillo                  |
| 3      | Le FBI aura-t-il la peau de Donald Trump ?          | Automne 2017           | James Ellroy, Siri Hustvedt et Éric Vuillard figurent parmi les auteurs de ce numéro, consacré à l'histoire du FBI et à sa relation avec Trump. | James Ellroy                 |
| 4      | De la violence en Amérique                          | Hiver 2017-2018        | America réfléchit aux origines de la violence aux États-Unis avec des textes des écrivains Stephen King, Ryan Gattis et Gay Talese. | Paul Auster                  |
| 5      | Que reste-t-il de l'Amérique sauvage ?              | Printemps 2018         | Numéro consacré à la notion de wilderness et aux grands espaces, avec des textes de Pete Fromm, Annie Proulx, Terry Tempest Williams (en) et Ron Rash, entre autres, expliquant leur relation à la nature. | Jonathan Franzen             |
| 6      | Ladies First                                        | Été 2018               | America traite des femmes aux États-Unis et de la résistance à Trump qui a été organisée avec le mouvement #metoo. Il comprend notamment des textes des écrivains Toni Morrison, Leïla Slimani, Siri Hustvedt et Jesmyn Ward. | John Irving                  |
| 7      | Il était une foi en Amérique                        | Automne 2018           | America traite de la foi et de la religion dans ce numéro, avec des textes de Marilynne Robinson, Tara Westover ou encore Shalom Auslander. | Patti Smith                  |
| 8      | De la race en Amérique                              | Hiver 2018-2019        | America aborde le thème de la race, avec des écrivains comme James Baldwin, Jesmyn Ward, John Edgar Wideman et Chimamanda Ngozie Adichie. | Russel Banks                 |
| 9      | L'Amérique indienne                                 | Printemps 2019         | Ce numéro évoque les Amérindiens, avec la participation de Louise Erdrich, Tommy Orange, Jim Fergus et Joseph Boyden. | Bret Easton Ellis            |
| 10     | American Dream : que reste-t-il du rêve américain ? | Été 2019               | America s'intéresse au rêve américain, et cherche à savoir si celui-ci existe toujours. Il comprend des textes de Dave Eggers, William Finnegan, Joan Didion, ou encore David Vann. | T.C. Boyle                   |
| 11     | L'Amérique des marges                               | Automne 2019           | Dans ce numéro, America évoque les marginaux de la société américaine et s'interroge sur la manière dont ils vivent depuis que Trump a été élu. America s'appuie sur les textes de Toni Morrison, William T. Vollmann, Chris Offutt et Alex Marzano-Lesnevich. De plus, une enquête sur le système de santé américain est réalisée dans ce numéro.                                         | Joyce Carol Oates            |
| 12     | L'Amérique aime-t-elle la guerre ?                  | Hiver 2019-2020        | America invite trois vétérans devenus écrivains : Tim O’Brien, Kevin Powers et Elliot Ackerman pour témoigner. James Ellroy évoque le rapport singulier qu'a le pays avec la guerre. Don Winslow décrypte la guerre menée contre la drogue aux États-Unis. Enfin, America mène une enquête sur la politique pénale américaine.                                                             | Margaret Atwood              |
| 13     | À quoi rêvent les jeunes ?                          | Printemps 2020         | Un dossier qui explore les différentes facettes de la jeunesse américaine : ses engagements politiques, l'inquiétude face au changement climatique ou encore la façon dont les écrivains de moins de 40 ans perçoivent leur pays. Contient un essai de Thomas Pynchon et une nouvelle de Douglas Kennedy.                                                                                  | Richard Powers               |
| 14     | Sex in the USA                                      | Été 2020               | Un dossier central qui explore les paradoxes et les mutations de la sexualité américaine, des origines du puritanisme au trafic d’esclaves sexuels en passant par les dessous de la Maison Blanche. Accompagné d'un essai de Zadie Smith sur les rapports de l’Amérique à la mort et une nouvelle inédite du dramaturge Tennessee Williams.                                                | Siri Hustvedt                |
| 15     | Money, money, money                                 | Automne 2020           | America explore dans le dossier de ce numéro sur la relation romanesque que les États-Unis entretiennent avec l’argent. Le numéro annonce le Prix America 2020 qui présente les 10 livres de l’année, mais aussi un essai sur les enjeux de l’élection réalisé par George Packer, ainsi qu’une tribune de Paul Auster et de sa fille Sophie Auster exhortant les abstentionnistes à voter. | Salman Rushdie               |
| 16     | Hello... Goodbye!                                   | Hiver 2021             | America s’interroge sur l’avenir de l’Amérique à travers des portraits de figures démocrates, un reportage sur le devenir du trumpisme ou encore un essai sur les GAFA, les autres maitres du pays. Le numéro publie un conte fantastique d'Emil Ferris, une nouvelle inédite d'Ernest Hemingway et un court essai de Rachel Kushner.                                                      | Colum McCann                 |